# Xã Washington, Quận Winneshiek, Iowa
Xã Washington (tiếng Anh: Washington Township) là một xã thuộc quận Winneshiek, tiểu bang Iowa, Hoa Kỳ. Năm 2010, dân số của xã này là 954 người.